# رشيد بورواس
رشيد بورواس (مواليد 28 أبريل 1977) هو لاعب كرة قدم مغربي سابق، كان يشغل مركز وسط ميدان بالنادي القنيطري.
يشغل حاليا مُدرّبا للنادي القنيطري منذ سنة 2023.

## روابط خارجية
- رشيد بورواس على موقع قاعدة بيانات كرة القدم.إي يو (الإنجليزية)
- رشيد بورواس على موقع كووورة